# فروغ‌ماهیان
فروغ‌ماهیان (نام علمی: Phosichthyidae) نام یک تیره از راسته اژدهاماهی‌سانان است.